# حزام الذرة

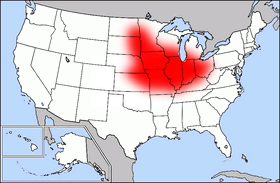
نطاق حزام الذرة بالولايات المتحدة

حزام الذرة أو نطاق الذرة هي تلك المنطقة الممتدة بالوسط الغربي للولايات المتحدة الأمريكية والتي يزرع بها مساحات شاسعة من حقول الذرة الشامية الصفراء التي بدأ تاريخ زراعتها هناك منذ العام 1850 بدلا من الأعشاب البرية الطويلة التي تغطي تلك المناطق والبراري. وبحلول عام 1950 كان هناك 99% من الذرة المزروعة في نطاق حزام الذرة هي ذرة هجين 

## ولايات حزام الذرة
تشمل مناطق حزام الذرة بالولايات المتحدة الأمريكية ولاية كل من آيوا وإلينوي وإنديانا وجنوب ميتشيغان وغرب أوهايو وشرق نبراسكا وشرق كنساس وجنوبي مينيسوتا وأجزاء من ميزوري.
في عام 2016 كانت أكبر الولايات إنتاجا للذرة هي ولاية آيوا حيث بلغ إنتاجها حسب احصائيات وزارة الزراعة الأمريكية 69,608,700 طن متري، تليها ولاية إلينوي التي وصل إنتاجها في ذلك العام إلى 57,293,510 طن متري، ثم تأتي في المرتبة الثالثة ولاية نبراسكا 43,177,460 طن متري، وفي المرتبة الرابعة ولاية مينيسوتا بانتاج من الذرة وصل إلى 39,217,600 طن متري، وهذه الولايات الأربع تنتج أكثر من نصف إنتاج الذرة الكلي بالولايات المتحدة الأمريكية  هناك أيضا بعض المصادر تضيف لولايات حزام الذرة عددا من الولايات الأخرى لتشمل ولاية كل من داكوتا الشمالية وداكوتا الجنوبية وإنديانا وأوهايو ووسكنسن وميتشيغان وكنتاكي.

## التربة والظروف المناخية

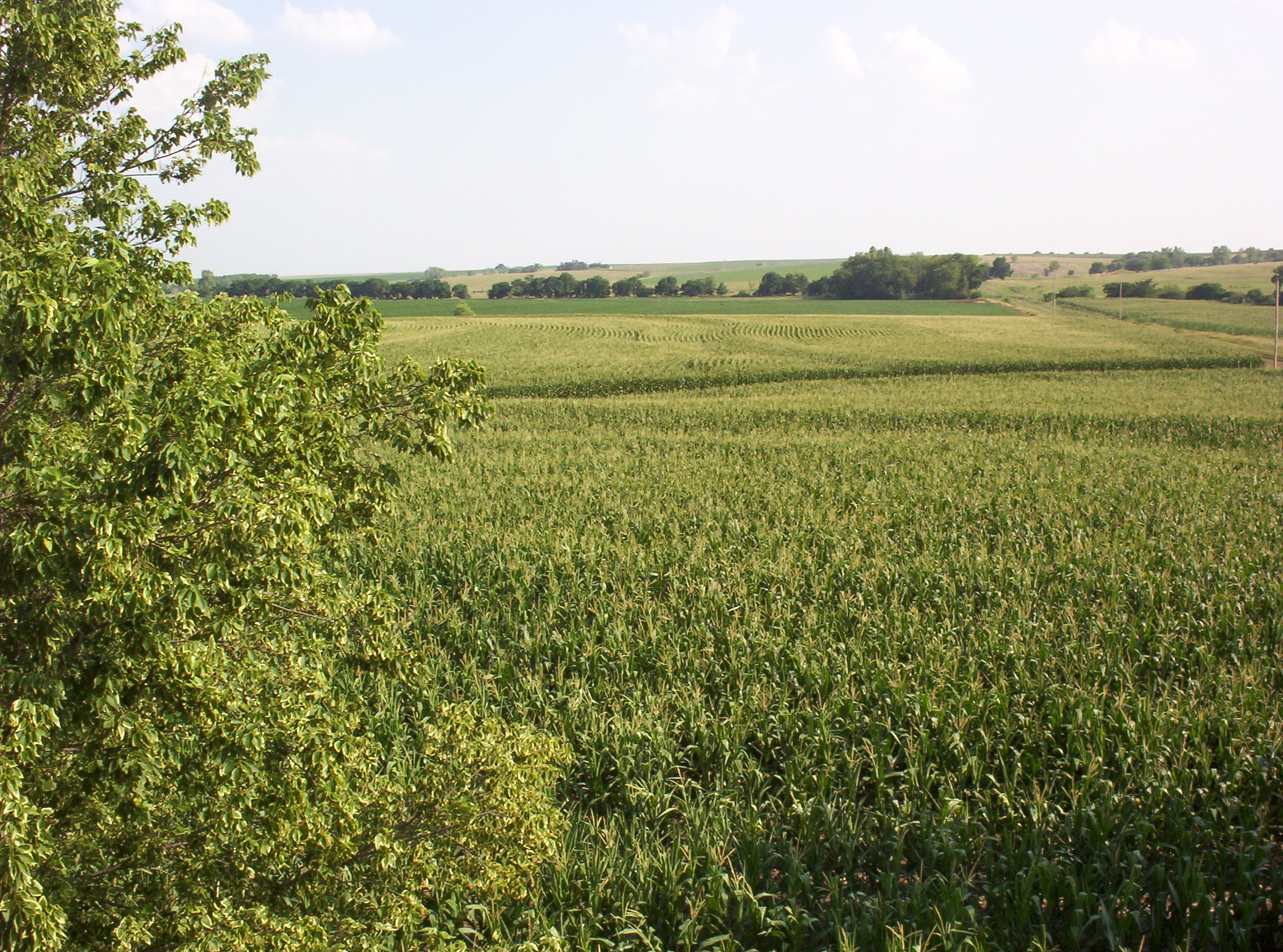
حقول الذرة في جنوبي ولاية نبراسكا

تمتاز أراضي حزام الذرة بالتربة العميقة الخصبة الغنية بالمادة العضوية والنتروجين، كما أن الظروف المناخية الملائمة لزراعة الذرة الشامية في هذا الحزام مثل الليالي الدافئة والأيام الحارة وانتظام سقوط الأمطار أثناء موسم النمو بتوزيع مناسب أدت إلى كثافة ونجاح زراعة الذرة بانتاج وافر، ومعظم المزارعين على امتداد هذا الحزام هم عائلات ريفية يعملون في حيازاتهم الخاصة بهم والتي تتجاوز مساحة كل حيازة أكثر من 300 فدان (إيكر) أي أكثر من 120 هكتار  ، كما أن نشوء المدن والبلدات الريفية الصغيرة وفرت متطلبات الحياة للمزارعين وعائلاتهم بالإضافة لتشجيع ودعم المنظمات والجمعيات الزراعية القوية التي تسعى لحصول المزارعين على حقوقهم وحصولهم على عائد مالي مجزئ.

## التاريخ
في الفترة الممتدة من عام 1860 حتى عام 1970 حولت التقنية الزراعية الحديثة حزام الذرة من مناطق ذات زراعة محاصيل مختلفة ومختلطة وتربية ماشية إلى مناطق زراعية متخصصة بالحبوب عالية الإنتاج، بينما بقيت مزارع العائلة هي النموذج العادي بل وتضاعفت مساحاتها حيث أضافت هذه العائلات مساحات لمزارعهم نتيجة شراء مزارع جيرانهم الذين انتقلوا إلى العمل والمعيشة في المدن والبلدات الريفية المجاورة. وبعد عام 1970 إزداد إنتاج المحاصيل واللحوم مما تطلب الأمر بإيجاد منفذ للتصدير، وقد تسبب الركود الاقتصادي العالمي وانخفاض قيمة الدولار إلى انحسار التصدير مما أدى لانخفاض الأسعار أقل من تكاليف الإنتاج وخلق هذا مشكلات جسيمة حتى لأفضل المزارع إدارة.
كان لنائب الرئيس الأمريكي السابق فرانكلين روزفلت السيد هنري والاس السياسي ورائد بذور الذرة المهجنة دورا مهما في تحويل حزام الذرة إلى منطقة زراعية عالية الإنتاج نتيجة استنباط واستخدام بذور الذرة الهجين بدلا من بذور الذرة التقليدية، وقد أعلن ذلك في عام 1956 من أن حزام الذرة الأمريكي سيصبح مركزا للحضارة الزراعية الأكثر إنتاجية في العالم على الإطلاق.

## حزام الذرة منطقة بيئية
في عام 1997 أصدرت وكالة حماية البيئة الأمريكية المعروفة بـ EPA تقريرها عن المناطق البيئية في الولايات المتحدة، ففي جزء من هذا التقرير عن استخدام الأراضي في المستوى الثالث من تصنيف المنطقة من أن حزام الذرة يحتوي على ثلاث مناطق بيئية متجاورة: في الغرب (47) والوسط (54) والشرق (55)، وتمتد من ولاية إنديانا حتى شرق ولاية نبراسكا.

## الدراسات الفضائية عن حزام الذرة
بينت معلومات الاستشعار عن بعد لوكالة الفضاء الأمريكية ناسا خلال موسم النمو في نصف الكرة الأرضية الشمالي أن الوسط الغربي للولايات المتحدة الأمريكية وبالذات حزام الذرة ينبعث منها نشاط ضوئي أكثر من أي بقعة على وجه الأرض حسب تقرير لوكالة الفضاء الأمريكية ناسا وبعض علماء الجامعات 
إن النباتات تحول الضوء إلى طاقة من خلال عملية البناء الضوئي، ولكن الكلوروفيل أيضاً يطلق جزء من الضوء الممتص على شكل توهج من ومضات الفلورسنت غير المرئي للعين المجردة، وحجم التوهج هو مؤشر ممتاز عن كمية البناء الضوئي أو صافي الإنتاجية للنباتات في تلك المنطقة، وبناءً على الدراسات التي أجريت عام 2013 بواسطة علماء ناسا تحت إشراف الدكتور «جوانا جونر» من مركز غودارد لرحلات الفضاء لوكالة ناسا في «غرين بلت» بولاية ماريلاند الأمريكية أظهرت أن توهج الفلوريسين من النباتات يمكن أن يعطي بيانات تستقبلها الأقمار الصناعية التي تصمم لتبنى لأغراض أخرى، كما أن الدراسة الجديدة التي قادها «لويس غانتر» من جامعة برلين الحرة استخدم فيها هذه البيانات لأول مرة لتقدير عملية البناء الضوئي من الزراعة، ونشرت النتائج في 25 مارس 2014 في دورية الأكاديمية الوطنية للعلوم والتي قال عنها الدكتور «كرستيان فرانكنبيرغ» بمختبر الدفع النفاث في باسادينا، كاليفورنيا من أن الورقة العلمية بينت أن ومضات الفلوريسين بهذا القدر الكبير يدل على الإنتاجية الزراعية العالية أكثر من أي شيء آخر، وهذا مؤشر على التنبؤ بإنتاج المحاصيل الزراعية.